# James Randall McCranie
James Randall McCranie est un herpétologiste américain de Miami né en 1944.

## Quelques taxons décrits
- Atelophryniscus chrysophorus
- Bolitoglossa carri
- Bolitoglossa celaque
- Bolitoglossa conanti
- Bolitoglossa decora
- Bolitoglossa diaphora
- Bolitoglossa longissima
- Bolitoglossa mombachoensis
- Bolitoglossa oresbia
- Bolitoglossa porrasorum
- Bolitoglossa synoria
- Craugastor anciano
- Craugastor aurilegulus
- Craugastor chrysozetetes
- Craugastor coffeus
- Craugastor cruzi
- Craugastor cyanochthebius
- Craugastor epochthidius
- Craugastor fecundus
- Craugastor lauraster
- Craugastor olanchano
- Craugastor omoaensis
- Craugastor pechorum
- Craugastor saltuarius
- Duellmanohyla salvavida
- Duellmanohyla soralia
- Hyalinobatrachium cardiacalyptum
- Hyalinobatrachium crybetes
- Hyla minera
- Hyla salvaje
- Incilius leucomyos
- Oedipina gephyra
- Oedipina kasios
- Oedipina leptopoda
- Oedipina quadra
- Oedipina tomasi
- Plectrohyla chrysopleura
- Plectrohyla dasypus
- Plectrohyla exquisita
- Plectrohyla psiloderma
- Ptychohyla hypomykter

 McCranie est l’abréviation habituelle de James Randall McCranie en zoologie.

Consulter la liste des abréviations d'auteur en zoologie ou la liste des taxons zoologiques assignés à cet auteur par ZooBank